# هنري كامينغز كامبل
هنري كامينغز كامبل هو أمين مكتبة كندي، ولد في 22 أبريل 1919، وتوفي في 31 يوليو 2009.